# Mickey Huibregtsen
Frederik Wouter (Mickey) Huibregtsen (Rotterdam, 26 januari 1940 – Bilthoven, 20 mei 2022) was een Nederlands topmanager en sportbestuurder.

## Loopbaan
Mickey Huibregtsen studeerde in 1964 cum laude af in Theoretische en Technische Mechanica aan de TU Delft. Hij trad hierna als ingenieur in dienst bij de marine, waar hij onder meer een druklichaam voor een onderzeeër en een tankauto ontwierp. In 1966 stapte hij over naar VMF-Stork en werd manager. Van 1970 tot 1999 was hij in dienst bij McKinsey & Company, waar hij managing partner van McKinsey Benelux en Scandinavië werd en deel uitmaakte van de Global Managing Body van de Firma.
Na de Tweede Kamerverkiezingen in 2002 zocht Huibregtsen voor de winnende LPF geschikte kandidaten voor ministersposten. Zelf was hij daarvoor ook in beeld, maar hij trok zich terug na een conflict met Ferry Hoogendijk over de selectieprocedure.
In juli 2003 werd Huibregtsen in het tijdschrift Quote vermeld als lid van het netwerk van diverse in de lijst van "600 machtigste Nederlanders" opgenomen personen. Van 1999 tot en met 2005 verzorgde Huibregtsen een wekelijks interview-programma bij BNR-nieuwsradio.
Hij ondernam verschillende maatschappelijke initiatieven. In 2002 richtte hij de vereniging De Publieke Zaak op, waarvan hij lange tijd voorzitter was. De Publieke Zaak wil als maatschappelijk innovator werken aan een meer menselijke, meer vitale, meer effectieve en meer open samenleving. De Publieke Zaak heeft talrijke maatschappelijke initiatieven ontplooid, gericht op zeer verschillende doelgroepen. In juli 2021 werd onder eindredactie van Huibregtsen het laatste deel van de boektrilogie Meer.... gepubliceerd, getiteld Meer Wel, over nieuwe structuren in de 21e eeuw.

### NOC*NSF
Huibregtsen was bestuurder van het Nederlands Olympisch Comité, waarvan hij in 1990 voorzitter werd. Tijdens zijn bestuursperiode fuseerde het NOC onder zijn leiding in 1993 met de Nederlandse Sport Federatie tot NOC*NSF. Eind 1997 werd hij voor een periode van vier jaar verkozen tot bestuurslid van de Europese Olympische Comités.
Hij was in 1997-1998, net als Ard Schenk en Erica Terpstra, kandidaat voor het lidmaatschap van het Internationaal Olympisch Comité (IOC). Deze functie werd echter vergeven aan de Nederlandse kroonprins Willem-Alexander, sinds 1994 beschermheer van het NOC*NSF. Huibregtsen reageerde woedend op die benoeming. Volgens Huibregtsen was een van de voorwaarden voor Willem-Alexanders beschermheerschap dat hij zich niet zou kandideren voor een IOC-lidmaatschap. Die toezegging bleek hij op papier te hebben. Toen de kroonprins het IOC-lidmaatschap toch aanvaardde, noemde Huibregtsen hem volgens een artikel in dagblad de Volkskrant een "judas", "lafaard' en "saboteur". Kort na de Volkskrant-publicatie trad Huibregtsen af als voorzitter van de sportkoepel. Hij bestreed echter de beledigende uitlatingen aan het adres van de kroonprins gebezigd te hebben en eiste rectificatie in een civiele procedure. Nog voordat de rechtszaak plaatsvond zegde in mei 1998 het bestuur van het NOC*NSF unaniem het vertrouwen in hem op als lid van de Europese Olympische Comités, waardoor hij ook deze positie moest opgeven. In het proces tegen de Volkskrant en journalist Hans van Wissen vonniste de rechtbank dat aan de strekking van het artikel niet hoefde te worden getwijfeld. Daarnaast oordeelde de rechtbank dat het aannemelijk was dat Huibregtsen met "judassen" mede de kroonprins bedoeld had, maar was niet bewezen dat hij de prins letterlijk een "saboteur" en "lafaard" had genoemd.

### Avond van Wetenschap & Maatschappij; Huibregtsenprijs
In 1999 nam Huibregtsen het initiatief voor de Avond van Wetenschap & Maatschappij, die in 2000 voor het eerst plaatsvond. Sindsdien worden jaarlijks ruim 150 topwetenschappers in het zonnetje gezet door een gelijk aantal prominente vertegenwoordigers uit alle sectoren van de maatschappij. De avond bestaat uit een feestelijk diner in de Ridderzaal in Den Haag (vanaf 2021 tijdelijk in de Nieuwe Kerk), waarbij de minister van Onderwijs, Cultuur & Wetenschap en de minister van Economische Zaken elkaar jaarlijks afwisselen als gastheer.
Als erkenning voor zijn initiatief werd in 2005 een jaarlijkse wetenschapsprijs voor baanbrekend onderzoek naar hem vernoemd. Winnaars van de Huibregtsenprijs voor Wetenschap en Samenleving waren onder anderen: 
- arts-geneticus Hans Clevers (2005)
- natuurkundige Theo Rasing (2008)
- neurowetenschapper en ontwikkelingspsycholoog Eveline Crone (2009)
- archeoloog Nico Roymans (2010)
- filosoof-mathematicus Bart Jacobs (2012)
- medicus Clemens van Blitterswijk (2015)
- natuurkundige Ronald Hanson (2016)
- milieuwetenschapper Detlef van Vuuren (2018)
- medicus Carla Hollak (2019)[10]
- Johan Hoorn en Elly Konijn (2020)
- Sandjai Bhulai en Rob van der Mei (2021)
- Iris Sommer (2022)[11]

Sinds 2019 wordt op de Avond van Wetenschap & Maatschappij tevens de Irispenning voor Excellente Wetenschapscommunicatie uitgereikt. De Irispenning is een initiatief van drie wetenschapsmusea: NEMO Science Museum, Rijksmuseum Boerhaave en Teylers Museum.

## Persoonlijk
Hij werd thuis Mickey genoemd. Toen hij ging werken noemde hij zich Wouter, zoals hij ook als NOC*NSF-voorzitter bekendstond. Door zijn internationale contacten verwaterde dat tot Walter. Dat vond hij als oorlogskind te Duits en hij ging zich tegenover zijn werkcontacten Mickey noemen. Bij Huibregtsen werd in 2007 acute lymfatische leukemie vastgesteld, waarvan hij herstelde.
Huibregtsen was ruim 65 jaar samen met zijn echtgenote, die hij op de middelbare school had leren kennen. Ze hadden drie kinderen. Huibregtsen overleed in mei 2022 op 82-jarige leeftijd,na een kort ziekbed thuis in Bilthoven.

## Publicaties
Huibregtsen schreef diverse publicaties.
- Mickey Huibregtsen in Gesprek met Ondernemend Nederland, Het Spectrum (2001), ISBN 9017471687
- Mickey Huibregtsen in Gesprek met de Rest van Nederland, De Fontein (2003), ISBN 9026118996
- Huibregtsen in Gesprek met Richtinggevend Nederland, Van Haren Publishing (2005), ISBN 90772126207
- Meer Waarde. De Publieke Zaak, Prometheus-Bert Bakker (2013), ISBN 9789035141025
- Rebuilding Society from the Ground up. Corporations and Citizens as a Source of Inspiration for Society[15]
- Management Made Simple. Ideas of a former McKinsey partner[16]
- Meer wij. Over samen werken in de 21ste eeuw, De Publieke Zaak (2019), ISBN 9789083009209
- Meer wel. Over nieuwe structuren in de 21ste eeuw, De Publieke Zaak (2012), ISBN 9789083009230

- Gemeinsame Normdatei: 173684300
- International Standard Name Identifier: 0000 0003 6995 995X
- Nederlandse Thesaurus van Auteursnamen: 235233056
- Virtual International Authority File: 245202401